# Near money
Near money (rychle dostupné peníze) je pojem, který je používán v ekonomii k popisu vysoce likvidního majetku, který může být lehce přeměněn v hotovost.
Příkladem near money mohou být:
- běžný účet
- peněžní fond
- termínovaný vklad
- vládní obligace
- často obchodované zahraniční měny jako dolar, euro, japonský jen.